# 藍住町議会
藍住町議会（あいずみちょうぎかい）は、徳島県藍住町に設置されている地方議会である。

## 概要

### 任期
4年

### 定数
16人

### 所在地
徳島県板野郡藍住町奥野字矢上前52番地1
藍住町役場5階

### 委員会
- 議会運営委員会

#### 常任委員会
- 総務文教常任委員会
- 建設産業常任委員会
- 厚生常任委員会

#### 特別委員会
- 藍住町議会広報特別委員会
- 藍住町防災対策特別委員会
- 藍住町議会広報特別委員会
- 議会改革調査特別委員会
- 交通移動支援対策特別委員会

### 定例会
- 年4回実施[2]

### 事務局
- 議会事務局
  - 庶務係
  - 議事係
  - 調査係

## 議員
| 議員名   | 所属党派   | 備考   |
| -------- | ---------- | ------ |
| 栗島和義 | 公明党     |        |
| 新居純一 | 無所属     |        |
| 元木春香 | 無所属     |        |
| 紙永芳夫 | 無所属     |        |
| 竹内君彦 | 無所属     |        |
| 永浜浩幸 | 無所属     |        |
| 前田晃良 | 無所属     |        |
| 宮本影子 | 無所属     |        |
| 森伸二   | 無所属     |        |
| 小川幸英 | 無所属     |        |
| 林茂     | 日本共産党 |        |
| 奥村晴明 | 無所属     |        |
| 佐野慶一 | 無所属     |        |
| 森志郎   | 無所属     |        |
| 鳥海典昭 | 無所属     | 副議長 |
| 米本義博 | 無所属     | 議長   |

## 沿革
2019年
- 5月30日、森志郎が、自身が代表を務める介護事業所がおよそ2000万円の介護報酬を不正受給した問題をめぐり、「一身上の都合」を理由に辞職した[3]。

2020年
- 2月9日 - 藍住町議会議員選挙執行。投票率45.87％。

2021年
- 6月 - 平石賢治は、知人で大麻密売グループのリーダーのKから「メンバーが藍住町に本籍を移す」と連絡を受けた。そして「捜査機関から、個人情報について、町に照会があったら教えてほしい」と依頼された[4]。実際にメンバーの一人は新たに戸籍を作り、同月、本籍地を藍住町に移した[5]。
- 9月下旬 - 平石の交際相手で、町住民課で課内の郵便物の仕分けを担当する職員Aは、課内の郵便物を開封して捜査機関から照会が来たのを知った。平石は、Aから得た情報をKに伝えた。徳島市内のマンションなどで大麻を栽培していたKは栽培拠点を別に移した[4][6]。
- 10月上旬 - 平石はKから謝礼として現金5万円を受け取った[7]。

2022年
- 12月5日 - 平石とAは加重収賄と地方公務員法違反（守秘義務違反）の疑いで逮捕された[7]。
- 12月6日 - Kら大麻密売グループの男女15人が、大阪市浪速区の民泊施設で大麻を営利目的で所持していたとして、大麻取締法違反容疑で逮捕されたことが明らかとなった。警察は5500グラムあまりの乾燥大麻（末端価格約3400万円）などを押収した[8]。
- 12月9日 - 町議会は平石に対する辞職勧告決議案を全会一致で可決した[9]。
- 12月13日 - 平石は辞職。

2023年
- 2月13日 - 平石と副町長の奥田浩志は、町立学校の給食に使われる食肉製品の納入をめぐり、他社の見積価格を競合する業者に漏洩し、契約させたとして、官製談合防止法違反と公契約関係競売入札妨害の疑いで逮捕された。平石の情報をもとに約70万円で随意契約を町と結んだ松茂町の食肉卸売会社社長のFが、公契約関係競売入札妨害の容疑で逮捕された[10]。
- 2月14日 - 奥田は副町長を辞職[11]。

## 選挙

### 2020年藍住町議会議員選挙
2020年2月9日執行　当日有権者数：28,455人　最終投票率：45.87%　定数：16人　立候補者数：21人
| 順位 | 当落 | 候補者名 | 年齢 | 所属党派   | 新旧別 | 得票数    |
| ---- | ---- | -------- | ---- | ---------- | ------ | --------- |
| 1    | 当   | 西川良夫 | 72   | 公明党     | 現     | 1,278.629 |
| 2    | 当   | 永浜浩幸 | 54   | 無所属     | 新     | 1,119     |
| 3    | 当   | 前田晃良 | 25   | 無所属     | 新     | 0932      |
| 4    | 当   | 米本義博 | 49   | 無所属     | 新     | 0878      |
| 5    | 当   | 林茂     | 79   | 日本共産党 | 現     | 0863      |
| 6    | 当   | 近藤祐司 | 64   | 無所属     | 新     | 0823      |
| 7    | 当   | 紙永芳夫 | 71   | 無所属     | 新     | 0751.37   |
| 8    | 当   | 竹内君彦 | 43   | 無所属     | 新     | 0690      |
| 9    | 当   | 森伸二   | 61   | 無所属     | 新     | 0619.008  |
| 10   | 当   | 森志郎   | 67   | 無所属     | 元     | 0613.991  |
| 11   | 当   | 宮本影子 | 60   | 無所属     | 新     | 0610      |
| 12   | 当   | 佐野慶一 | 71   | 無所属     | 現     | 0585      |
| 13   | 当   | 平石賢治 | 43   | 無所属     | 現     | 0567      |
| 14   | 当   | 小川幸英 | 68   | 無所属     | 現     | 0493      |
| 15   | 当   | 奥村晴明 | 70   | 無所属     | 現     | 0450      |
| 16   | 当   | 鳥海典昭 | 62   | 無所属     | 現     | 0429      |
| 17   | 落   | 西岡恵子 | 70   | 無所属     | 現     | 0310      |
| 18   | 落   | 新居純一 | 62   | 無所属     | 新     | 0303      |
| 19   | 落   | 安芸広志 | 44   | 無所属     | 現     | 0275      |
| 20   | 落   | 徳元敏行 | 70   | 無所属     | 現     | 0227      |
| 21   | 落   | 小西浩昭 | 59   | 無所属     | 元     | 041       |